# Lumière (film, 1968)
Pour les articles homonymes, voir Lumière (homonymie).
Pour plus de détails, voir Fiche technique et Distribution.
Lumière est un film documentaire français de Marc Allégret, sorti en 1968.

## Synopsis
L'aventure des frères Lumière et de l'invention du cinématographe, à travers des images d'archives.

## Fiche technique
- Titre français : Lumière
- Réalisation : Marc Allégret
- Scénario : Marc Allégret
- Montage : Mireille Mauberna
- Musique : Henri Sauguet
- Production : Pierre Braunberger
- Société de production : Les Films de la Pléiade
- Société de distribution : Les Films du Jeudi
- Pays de production :  France
- Langue originale : français
- Format : Noir et blanc — son Mono
- Genre : film documentaire
- Durée : 59 minutes (il existe aussi une version courte : 28 minutes)
- Date de sortie : 
  - France : 1968